# Onthophagus viridivinosus
Onthophagus viridivinosus es una especie de insecto del género Onthophagus, familia Scarabaeidae, orden Coleoptera.
Fue descrita científicamente por Kohlmann & Solis en 2001.